# Liste des îles du Panama
Voici une liste des îles du Panama.

## Par ordre alphabétique

### Îles maritimes

#### Mer des Caraïbes

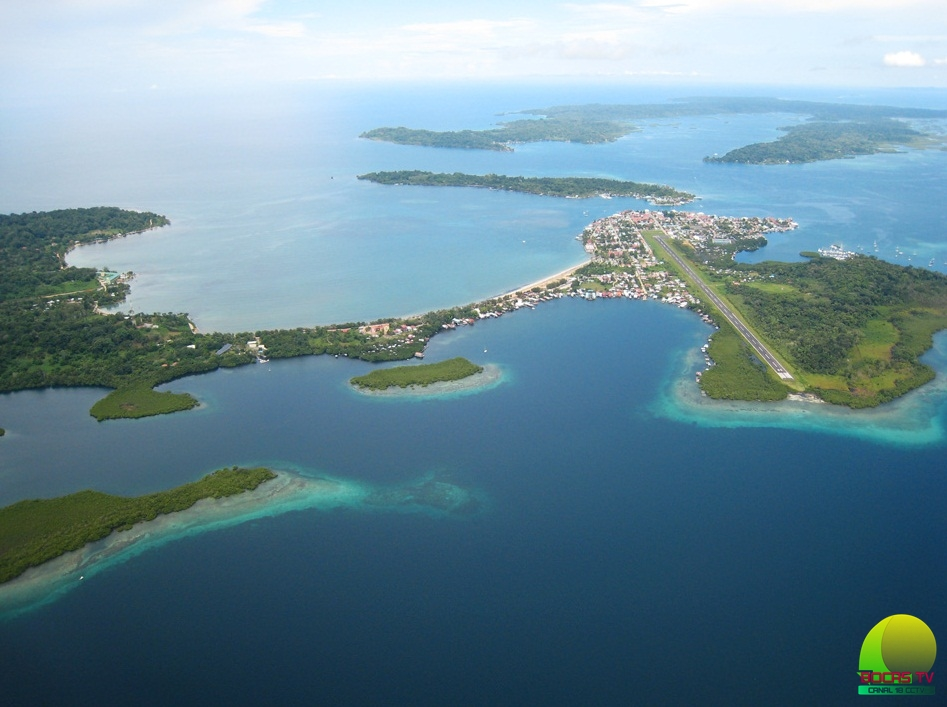
Île Colón

- Archipel de Bocas del Toro :
  - Île Bastimentos
  - Île Colón
  - Île Pastores
  - Île San Cristóbal
- Escudo de Veraguas
- Isla Grande
- Soledad Miria
- Archipel de San Blas :

#### Océan Pacifique
| - Île Boná - Île Burica - Cébaco - Coiba - Île Ensenada - Frailes del Sur - Île Iguana - Jicarón - Îles Ladrones - Montuosa - Îles Secas - Île Villa - Baie de Panama : - Îles Causeway - Île Otoque - Île de Taboga - île Chamá | - Archipel des perles (Las Perlas) - Île Casaya (las Perlas) - Île Contadora (las Perlas) - Île Galera - Île Gibraleón - Île Majagual - Île del Rey - Île Saboga (las Perlas) - Île San José (las Perlas) |

### Îles lacustres

#### Lac Gatún
- Île Barro Colorado (île artificielle)